# Ross Murdoch
Pour les articles homonymes, voir Murdoch.
Ross Murdoch, né le 14 janvier 1994 à Balloch, West Dunbartonshire, en Écosse, est un nageur britannique, spécialiste de la brasse.
Il remporte la médaille d'or du 200 m brase aux Jeux du Commonwealth de 2014 devant son public à Glasgow et devient quelques semaines plus tard vice-champion d'Europe du 100 m brasse à Berlin.

## Palmarès

### Championnats du monde
- Championnats du monde 2015 à Kazan (Russie) :
  -  Médaille d'or au titre du relais 4 × 100 m quatre nages mixte (ne participe qu'aux séries)
  -  Médaille de bronze du 100 m brasse
- Championnats du monde 2017 à Budapest (Hongrie) :
  -  Médaille d'argent du relais 4 × 100 m quatre nages (ne participe qu'aux séries)

### Championnats d'Europe
- Championnats d'Europe 2014 à Berlin (Allemagne) :
  -  Médaille d'argent du 100 m brasse
  -  Médaille d'argent du 200 m brasse
- Championnats d'Europe 2016 à Londres (Royaume-Uni) :
  -  Médaille d'or du 200 m brasse
  -  Médaille d'or au titre du relais 4 × 100 m quatre nages (ne participe qu'aux séries)
  -  Médaille d'argent du 100 m brasse
  -  Médaille de bronze du 50 m brasse

### Jeux du Commonwealth
- Jeux du Commonwealth de 2014 à Glasgow (Écosse) :
  -  Médaille d'or du 200 m brasse
  -  Médaille de bronze du 100 m brasse
- Jeux du Commonwealth de 2018 à Gold Coast (Australie) :
  -  Médaille d'argent du 200 m brasse